# 배드 헤어
《배드 헤어》(영어: Bad Hair)는 2020년 공개된 미국의 공포 영화이다.

## 출연진

### 주연
- 엘르 로레인 - 애나 역
- 바네사 윌리암스 - 조라 역
- 제이 파로아 - 줄리어스 역
- 샹떼 아담스 - 린다 역
- 블레어 언더우드 - 삼촌 역

### 조연
- 리나 웨이스 - 브룩 역
- 야니 킹 - 시스타 역
- 주디스 스콧 - 에드나 역
- 애슐리 블레인 피더슨 - 로잘린 역
- 켈리 롤랜드 - 샌드라 역
- 레버른 콕스 - 미용사 역
- 미쉘 허드 - 숙모 역
- 제임스 반 데 빅 - 매디슨 역
- 어셔 - 저메인 역

## 수상
- 2020년 제56회 시카고국제영화제 후보 블랙 퍼스펙티브, 애프터 다크, 코미디
- 2020년 제36회 선댄스영화제 후보 미드나잇
- 2020년 제30회 스톡홀름영화제 후보 트왈라잇 존
- 2021년 제22회 전주국제영화제 후보 불면의 밤